# ۳۲۹ (قمری)

Mahdi

۳۲۹ (قمری)، سیصد و بیست و نهمین سال در گاهشماری هجری قمری است. اول محرم این سال برابر با «۱۱ اکتبر ۹۴۰» میلادی و «۱۹ مهر ۳۱۹» هجری شمسی است. این سال که به تناثر النجوم مشهور است غیبت صغری امام زمان به پایان رسید و غیبت کبری آغاز شد.

## رویدادها
این سال با وفات بزرگترین علما شیعه من جمله ثقه الاسلام کلینی و علی بن بابویه و آخرین نائب خاص امام زمان مقارن است از این رو به تناثر النجوم یعنی فرو ریخین ستارگان مشهور است. در این سال غیبت کبری امام مهدی شروع شد. گویی اینکه خدا خواسته شیعیان را در آزمایشی سخت قرار دهد که علاوه بر غیبت کامل امامشان علمای ایشان نیز فوت کرده‌اند.

## زادگان
- فردوسی

## درگذشتگان
- علی سمری آخرین نایب خاص امام مهدی
- کلینی نویسنده کافی و از علمای شیعه
- علی بن بابویه پدر شیخ صدوق و از علمای شیعه
- رودکی شاعر فارسی‌گوی

## وابسته
- غیبت کبری
- الکافی
- حجت بن حسن